# Dado e o Reino Animal
Dado e o Reino Animal (segundo fontes, estilizada como dado e o reino animal) foi uma banda brasileira de curta duração, ativa no início da década de 1980 e dirigida por Dado Villa-Lobos. 
Além de Dado, participaram desta banda outros músicos que formariam, no futuro, as bandas Legião Urbana e Capital Inicial, como Marcelo Bonfá, Dinho Ouro Preto e Loro Jones.

## História
Quando os pais de Dado Villa-Lobos se separaram, ele passou a morar na Asa Sul, com seu irmão Luis Otávio e com os filhos de sua madrasta, Dinho Ouro-Preto e Pedro Ribeiro. A banda foi idealizada após Dinho, Dado e um outro amigo, Marcelo Bonfá, assistirem a uma apresentação do Aborto Elétrico (que futuramente se juntaria para formar as bandas Legião Urbana e Capital Inicial). Eles pensaram algo como "Podemos fazer melhor". Foi composta por Loro Jones na guitarra, Marcelo Bonfá na bateria, Pedro Thompson nos teclados, Dinho Ouro Preto no baixo e Dado Villa-Lobos na voz e na guitarra. Foi, provavelmente, a primeira banda de Brasília a ter um tecladista.
Foi uma das bandas da chamada Turma da Colina. Fizeram apenas um show, na Universidade de Brasília (UnB), em conjunto com o Aborto Elétrico e a Plebe Rude. Seu som foi descrito como primitivo e tribal, com influências da sonoridade do The Doors e de conjuntos vanguardistas da época, como o Joy Division, e a estrutura multi-instrumental era muito dissonante. Segundo depoimentos, o show foi terrível, possivelmente devido a problemas de ensaios, os quais levaram Bonfá a desistir da banda, junto com a indecisão de Loro, que não tinha banda fixa.
Depois do fim da banda, seus integrantes se dispersaram. Após a dissolução do Aborto Elétrico e o estouro da Plebe Rude, Dinho Ouro Preto se tornou o "líder intelectual" do movimento em Brasília, logo se juntando aos irmãos Lemos para formar o Capital Inicial, onde também se juntou Loro Jones. Marcelo Bonfá continuou treinando sua guitarra sozinho por um tempo, mas acabou tendo interesse em uma banda devido à movimentação que estava acontecendo. Então, ele se uniu a Renato Russo, o qual estava em uma fase solo desde o fim do Aborto Elétrico, e assim deram início à história da Legião Urbana. Após várias tentativas de encontrar um guitarrista, Dado Villa-Lobos ressurgiu, resultando na formação mais conhecida da banda.
A banda nunca chegou a gravar um disco, e foi mais uma espécie de início musical para formar a mais famosa geração do rock brasiliense, do qual fizeram parte Legião Urbana, Capital Inicial e Plebe Rude, três das mais influentes bandas do Rock nos anos 80. Em 1997, após a morte de Renato, Dado sugeriu que um novo projeto poderia utilizar o nome "dado e o reino animal", relacionado com sua antiga banda.